# Herbert Franklin Solow
Herbert Franklin Solow (Nueva York, 14 de diciembre de 1930 - 19 de noviembre de 2020) conocido profesionalmente como Herb Solow, fue un guionista, productor, director y agente de talentos estadounidense.

## Biografía
Solow nació en una familia judía en la ciudad de Nueva York. Después de su graduación de Dartmouth College en 1953, Solow fue contratado por la Agencia William Morris en la ciudad de Nueva York para trabajar en la sala de correo. En 1954, fue ascendido a agente de talentos. Posteriormente fue contratado por NBC y trasladado a Los Ángeles en 1960 y posteriormente fue contratado por CBS como Director de Programas Diurnos de la Costa Oeste. Regresó a NBC un año después como Director de Programas Diurnos.

### Mediados de la década de 1960: Desilu antes de la fusión de Paramount
En 1964, se incorporó a Desilu Studios y fue nombrado vicepresidente de producción en 1964. Solow supervisó el desarrollo, las ventas y la producción de Star Trek, Mission: Impossible y Mannix. Solow dijo que el tratamiento inicial de Gene Roddenberry para Star Trek fue muy parecido a otros programas de ciencia ficción que habían aparecido antes, pero lo que hizo que el tratamiento de la serie fuera único fue el uso de términos náuticos como "Yeoman" y "Ensign". Mientras Solow y Roddenberry trabajaban para desarrollar la idea de la serie, Solow sugirió que cada episodio debería tratarse como un evento que había sucedido en el pasado, y Solow sugirió el uso del "Registro del Capitán" como un mecanismo para atraer al espectador. -hasta la fecha.

### En MGM
Solow se incorporó a MGM Television como vicepresidente a cargo de la producción de televisión. Allí supervisó el desarrollo y la producción de Medical Center, Then Came Bronson (producido por Robert H. Justman y Robert Sabaroff ) y The Courtship of Eddie's Father. Más tarde, Solow fue nombrado vicepresidente de producción cinematográfica y televisiva mundial de MGM, y dirigió los estudios MGM en Culver City, Estados Unidos y Borehamwood, Inglaterra.

### Trabajo posterior
Después de dejar MGM, Solow fue el productor ejecutivo de la breve serie de televisión de NBC Man from Atlantis (empaquetada por su propia productora, que era propiedad de Taft Broadcasting) y produjo el premiado largometraje documental Elvis: Way It Is, protagonizada por Elvis Presley.
Junto con Robert H. Justman, escribió Inside Star Trek: The Real Story, publicado por Pocket Books en 1996. De acuerdo con Publishers Weekly, "Como se le dijo por Solow, 'ejecutivo a cargo de producción, y Justman, Star' Star Treks coproductor, esto es sin duda la historia definitiva del programa de televisión...Con mucho material detrás de escena que será de interés para los fanáticos de Trek, este libro pone mucho énfasis en el lado comercial del programa, aclarando las dificultades de producción, los costos excesivos y el debate aparentemente constante con NBC sobre el futuro del programa". Aunque a Solow se le atribuye a menudo el mérito de ser el primero en llamar a Gene Roddenberry "El gran pájaro de la galaxia", extraído de una de las frases desechables de George Takei, como Mr. Sulu, del episodio de la serie original "The Man Trap", fue en realidad Robert Justman quien acuñó la frase. Solow pensó que el nombre era una tontería.

## Vida personal y muerte
Solow estaba casado con Yvonne Fern Solow, también conocida como Dr. Harrison Solow, quien escribió el libro Gene Roddenberry: The Last Conversation (1994). Para 2005, Solow y su esposa vivían en el suroeste de Gales, donde era profesor a tiempo parcial en el departamento de medios de la entonces Universidad de Gales. Durante su tiempo en Lampeter, Yvonne (Harrison) Solow se convirtió en escritora residente y aprendió galés. Regresaron a Malibú en 2009.
Solow falleció el 19 de noviembre de 2020, a la edad de ochenta y nueve años.

## Afiliaciones
Solow fue miembro del Gremio de Escritores de América, el Gremio de Directores de América y la Academia de Artes y Ciencias Cinematográficas (AMPAS) y formó parte de los Comités de Cine Extranjero, Documentales y Efectos Especiales de AMPAS.